# Zjestokij romans
Zjestokij romans (russisk: Жестокий романс) er en sovjetisk spillefilm fra 1984 af Eldar Rjasanov.

## Medvirkende
- Larisa Guzeyeva - Larisa Ogudalova
- Nikita Mikhalkov - Sergej Paratov
- Andrej Mjagkov - Julij Karandysjev
- Alisa Freindlich - Kharita Ogudalova
- Aleksej Petrenko - Mokiy Knurov